# سكوت كوبر (لاعب كرة قدم)
سكوت كوبر (بالإنجليزية: Scott Cooper)‏ هو لاعب كرة قدم ومدرب كرة قدم بريطاني، ولد في 16 يونيو 1970 في شفيلد في المملكة المتحدة. لعب مع Ubon UMT United F.C. ‏.

## وصلات خارجية
- سكوت كوبر على موقع قاعدة بيانات كرة القدم.إي يو (الإنجليزية)